# Unified Endpoint Management
Unified Endpoint Management, UEM — класс программного обеспечения для предприятий, решающее задачи мониторинга, управления и обеспечения информационной безопасности всех устройств пользователей (настольных компьютеров, ноутбуков, планшетов, мобильных телефонов и другого оконечного оборудования), работающих под управлением разных операционных систем

## История
С распространением на предприятиях носимых (мобильных) устройств возникла проблема предотвращения утечек коммерческой информации через такие устройства. Подразделения корпораций, ответственные за информационные технологии, стали разрабатывать и внедрять ПО для управления мобильными устройствами (англ. Mobile Device Management, MDM).
Внедряя MDM, предприятия столкнулись с нежеланием своих сотрудников, использующих личные устройства для работы, устанавливать на них ПО, способное по решению работодателя удалить всю информацию с устройства, в том числе личную (например, семейные фотографии). Для решения такой проблемы разработчики вывели на рынок ПО с более аккуратным обращением с данными на мобильных устройствах — Mobile Application Management (MAM), задача которого — управлять корпоративными приложениями и их данными.
Следующим шагом появилась концепция управления мобильностью предприятия (Enterprise Mobility Management, EMM), в которой функционал MAM расширен до управления ПО на компьютерах вовне территории компании (ноутбуках и компьютерах вне офисов, например, домашних). Дальнейшим развитием концепций контроля за корпоративными данными стала Unified Endpoint Management (UEM), в которой подразделение ИТ в одном месте управляет всеми оконечными устройствами предприятия: планшетами, мобильными телефонами, ноутбуками, настольными компьютерами, устройствами «интернета вещей» и другими. UEM обеспечивает единую стратегию управления аппаратным обеспечением компании. Управление мобильностью предприятия (EMM) объединяет различные инструменты управления программным обеспечением.

## Функции
UEM даёт ИТ-специалистам возможность дистанционно предоставлять, контролировать и защищать все устройства, на которых сотрудники организации работают с корпоративными данными, независимо от того, где находятся такие устройства.
На 2025 год каждый продукт UEM должен обеспечивать как минимум следующие возможности:
- работа по принципу SaaS — полностью локальная поставка «под ключ» на оборудовании заказчика (UEM не может быть IaaS, то есть полностью или частично использовать внешние сервисы);
- управление (с установкой агента или без) следующими операционными системами: iOS, iPadOS, MacOS, Android, Linux (как минимум дистрибутивы Debian, Red Hat Enterprise Linux, SUSE и Ubuntu), Windows;
- для управляемых ОС должны быть реализованы следующие возможности:

- развёртывание приложений
- настройка (конфигурирование) устройства с принудительным применением системной политики;
- регистрация и подготовка устройства;
- установка обновлений и исправлений ОС.